# Domatkanowicze
Domatkanowicze (biał. Даматканавічы, Damatkanawiczy; ros. Домоткановичи, Domotkanowiczi) – agromiasteczko na Białorusi, w obwodzie mińskim, w rejonie kleckim, w sielsowiecie Szczepicze, którego władz są siedzibą.
Współcześnie miejscowość obejmuje także dawne folwarki Grzybowszczyzna i Studzieniec.

## Historia
W XIX i w początkach XX w. położone były w Rosji, w guberni mińskiej, w powiecie słuckim, w gminie Łań. 

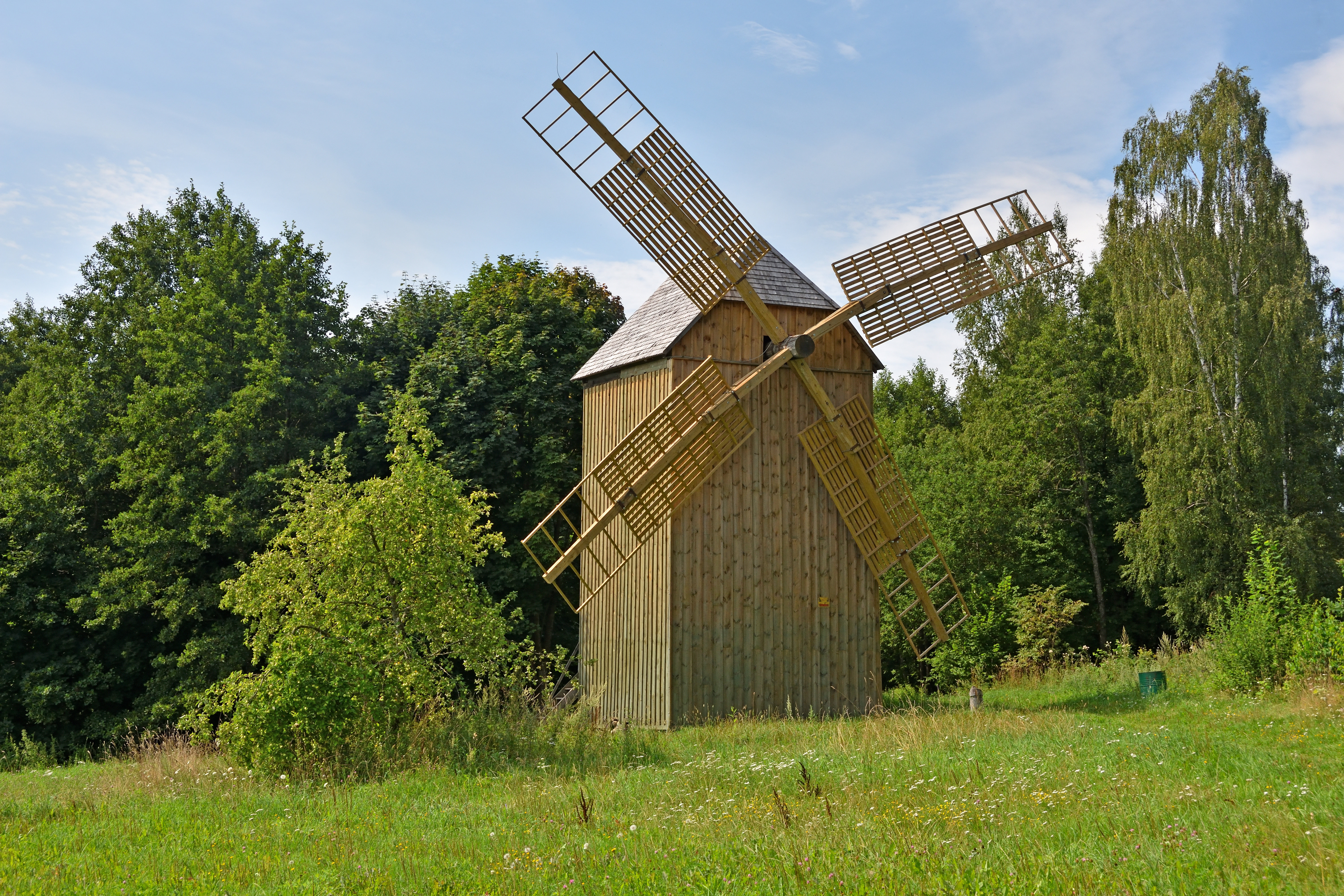
Wiatrak z Domatkanowicz w skansenie w Oziercu

W dwudziestoleciu międzywojennym miejscowości leżały w Polsce, w województwie nowogródzkim, w powiecie nieświeskim, w gminie Kleck. Demografia w 1921 przedstawiała się następująco:
- wieś Domatkanowicze – 624 mieszkańców zamieszkałych w 103 budynkach; wyłącznie prawosławnych
- folwark Grzybowszczyzna – 57 mieszkańców zamieszkałych w 4 budynkach; w tym 41 prawosławnych i 16 rzymskich katolików
- folwark Studzieniec – 42 mieszkańców zamieszkałych w 2 budynkach; w tym 33 rzymskich katolików i 9 prawosławnych

Mieszkańcami wszystkich trzech miejscowości byli wyłącznie Polacy.
Po II wojnie światowej w granicach Związku Sowieckiego. Od 1991 w niepodległej Białorusi.